# 경상남도지사 선거
경상남도지사 선거는 경상남도의 도지사를 선출하기 위한 선거이다.

## 역대 민선 경상남도지사
| 선거   | 정당 | 정당         | 도지사 |
| ------ | ---- | ------------ | ------ |
| 1960년 |      | 신민당       | 이기주 |
| 1995년 |      | 민주자유당   | 김혁규 |
| 1998년 |      | 한나라당     | 김혁규 |
| 2002년 |      | 한나라당     | 김혁규 |
| 2004년 |      | 한나라당     | 김태호 |
| 2006년 |      | 한나라당     | 김태호 |
| 2010년 |      | 무소속       | 김두관 |
| 2012년 |      | 새누리당     | 홍준표 |
| 2014년 |      | 새누리당     | 홍준표 |
| 2018년 |      | 더불어민주당 | 김경수 |
| 2022년 |      | 국민의힘     | 박완수 |

## 역대 선거 결과

### 1960년 대한민국 지방선거
1960년에 실시된 1960년 대한민국 지방선거에서 이기주 후보가 경상남도지사로 당선되었다. 하지만 5.16 군사 정변 이후 경상남도지사는 다시 관선으로 선출하도록 바뀌었다.

### 제1회 전국동시지방선거
|  | 63.84% |

|  | 36.15% |

### 제2회 전국동시지방선거
|  | 74.64% |

|  | 12.84% |

|  | 12.50% |

### 제3회 전국동시지방선거
|  | 74.50% |

|  | 16.88% |

|  | 8.60% |

### 2004년 대한민국 재보궐선거
|  | 61.60% |

|  | 27.52% |

|  | 10.87% |

### 제4회 전국동시지방선거
|  | 63.12% |

|  | 25.41% |

|  | 10.05% |

|  | 1.40% |

### 제5회 전국동시지방선거
|  | 53.50% |

|  | 46.49% |

### 2012년 대한민국 재보궐선거
|  | 62.91% |

|  | 37.08% |

### 제6회 전국동시지방선거
|  | 58.85% |

|  | 36.05% |

|  | 5.09% |

### 제7회 전국동시지방선거
|  | 52.81% |

|  | 42.95% |

|  | 4.23% |

### 제8회 전국동시지방선거
|  | 65.70% |

|  | 29.43% |

|  | 4.01% |

|  | 0.84% |